# Chung Kook-chin
Dans ce nom coréen, le nom de famille, Chung, précède le nom personnel.
Pour les articles homonymes, voir Chung.
Chung Kook-chin (2 janvier 1917 - 10 février 1976) était un footballeur sud-coréen, devenu par la suite sélectionneur.

## Biographie
Son poste de prédilection était celui d'attaquant sur le côté droit. Il était remarqué sur le terrain car il jouait en portant une paire de lunettes et n'hésitait pas à tacler des deux pieds.
Il participe au tournoi de football pendant les Jeux olympiques de Londres en 1948. Il inscrit deux buts face au Mexique lors du tour préliminaire mais l'équipe est battue en quart par la Suède.
Il est sélectionné pour la Coupe du monde de football de 1954 mais son équipe est largement battue sans inscrire le moindre but.
Il est par la suite nommé sélectionneur de l'équipe de Corée du Sud, notamment pour la qualification des Jeux olympiques de 1960 et 1964.